# Cordyla jani
Cordyla jani är en tvåvingeart som beskrevs av Olavi Kurina 2005. Cordyla jani ingår i släktet Cordyla och familjen svampmyggor. Inga underarter finns listade i Catalogue of Life.